# Thea Sharrock
Thea Sharrock, född 1976 i London, är en brittisk regissör som arbetar med såväl teater som film. Hon är delvis uppvuxen i östafrikanska Kenya och studerade senare vid Corpus Christi College (tillhörande Oxfords universitet) i Oxford. Hennes karriär började bakom scenen, där hon bland annat arbetade som assistent på Market Theatre i sydafrikanska Johannesburg.
År 2001 blev Sharrock konstnärlig ledare för Southwark Playhouse i London. Hennes debut som filmregissör kom med filmen Livet efter dig (2016) och sedan dess har hon regisserat ytterligare filmer, till exempel Den fantastiska Ivan (2020), Wicked Little Letters (2023) och The Beautiful Game (2024). Hon har vidare regisserat Netflix-filmen Ladies First.
Sharrock har även arbetat med TV, till exempel The Hollow Crown och Barnmorskan i East End.

## Filmografi
TV-serier
| År        | Titel                  | Regissör | Exekutiv Producent | Noter                                         |
| --------- | ---------------------- | -------- | ------------------ | --------------------------------------------- |
| 2012      | The Hollow Crown       | Ja       | Ja                 | Avsnittet "Henry V"                           |
| 2013–2014 | Barnmorskan i East End | Ja       | Nej                | Avsnitten "Christmas Special" och "Episode 1" |

Filmer
- 2016 – Livet efter dig
- 2020 – Den fantastiska Ivan
- 2023 – Wicked Little Letters
- 2024 – The Beautiful Game
- TBA – Ladies First